# Chlorops egregius
Chlorops egregius är en tvåvingeart som beskrevs av Becker 1912. Chlorops egregius ingår i släktet Chlorops och familjen fritflugor. Inga underarter finns listade i Catalogue of Life.